# 福爾里弗米爾斯 (加利福尼亞州)
福爾里弗米爾斯（英語：Fall River Mills）是位於美國加利福尼亞州沙斯塔縣的一個人口普查指定地區。

## 地理
福爾里弗米爾斯的座標為41°00′21″N 121°26′27″W / 41.00583°N 121.44083°W，而該地最高點為海拔高度974米（即3195英尺）。

## 人口
根據2010年美國人口普查的數據，福爾里弗米爾斯的面積為7.128平方千米，當中陸地面積為6.715平方千米，而水域面積為0.413平方千米。當地共有人口573人，而人口密度為每平方千米80人。